# Friedrich Buck
Johann Friedrich Buck (* 21. August 1801 in Oettingen; † 1881 in Bayreuth) war ein deutscher Kantor, Komponist und Musikdirektor.

## Leben
Friedrich Buck wurde als Sohn des Webermeisters Johann Friedrich Buck und dessen Ehefrau Maria Katharina Stadelmann (* 1779; † 25. September 1834) geboren. In Bucks Geburtsort Oettingen erhielt er auch seinen ersten Musikunterricht, bis er 1817 in das „Königliche Lehrerseminar“ in Nürnberg eintrat und dort von Johann Daniel Zösinger unter anderem an der Orgel und in der Harmonielehre unterrichtet wurde. Nach dem Tod des Nördlinger Musikdirektors und Stadtkantors Christoph Friedrich Wilhelm Nopitsch 1824 wurde Buck dessen Nachfolger und bekleidete diese beiden Ämter dort bis 1830. In Nördlingen rief Buck im Jahr 1825 einen Gesangsverein ins Leben, der bis heute besteht. Am 27. Oktober 1830, kurz vor seiner Abreise aus Nördlingen, gab Buck um 18 Uhr noch ein letztes Abschiedskonzert im Saal des neuen Nördlinger Schulhauses. Von 1830 an bis zu seinem Tod 1881 war Buck als Nachfolger des Bayreuther Stadtkantors Riedel in Oberfranken tätig.
Am 13. September 1836 gab Buck, wieder in seiner alten Heimatstadt Nördlingen, ein „Vocal- und Instrumental-Konzert“. In Bayreuth gründete er im Januar 1849 ebenfalls einen „Liederkranz“ (einen Männergesangsverein) und war dessen Vorsitzender. Des Weiteren war Buck auch als Gesangs- beziehungsweise Musiklehrer am Königlichen Gymnasium Bayreuth tätig. Dort gab er seit 1866 alljährlich ein Konzert, dessen Erlös für „arme und würdige Schüler“ des Gymnasiums gespendet wurde. Ein weiteres Unterstützungskonzert veranstaltete Buck im April 1859 für sechs Vollwaisen, bei dem 130 Gulden eingespielt wurden.
Als im Juni 1860 das bayerische Königspaar, Max II. und Marie von Preußen, Bayreuth besuchten, eröffnete ein von Buck komponiertes Stück die Festveranstaltung.
Seit dem 23. November 1824 war Friedrich Buck mit Anne Margarethe Offenhäuser verheiratet, mit der er mindestens eine Tochter, Luise Klotilde Oktavie (* 10. Juni 1825), und einen Sohn, Friedrich Karl Ferdinand (* 13. März 1827; † 5. November 1829), hatte.
Am 24. August 1874 wurde Friedrich Buck die „Goldene Ehrenmünze“ des Bayerischen Ludwigsordens verliehen. Sein Nachfolger im Amt wurde 1882 Friedrich Ott.

## Werke (Auswahl)
- 6 neue Walzer fürs Piano-Forte. Verlag der Beck’schen Buchhandlung, Nördlingen 1825
- Du verkennst mich nicht. Coro maschile in Es-Dur (Der Allerdurchlauchtigsten Landesmutter Koenigin Therese in allertiefster Ehrfurcht geweiht und componirt von Friedrich Buck Musik-Director zu Noerdlingen), 1829
- Die Sieben Worte Jesu am Kreuze. Passionsmusik, 1829
- Cantate zur dritten Säcular-Feyer der Augsburger Confession, 1830
- Große Cantate zum Reformationsfest
- Walzer für grosses Orchester
- Choral-Buch der protestantischen Kirchengemeinde des Königreichs Bayern [...] für 4 Männerstimmen umgearbeitet. Zusammen mit C. W. L Wagner, Kantor in Kirchrüsselbach, Selbstverlag der Verfasser, Bayreuth 1839 (Digitalisat)